# Уцано
Уцано (итал. Uzzano) је насеље у Италији у округу Пистоја, региону Тоскана.
Према процени из 2011. у насељу је живело 152 становника. Насеље се налази на надморској висини од 254 м.

## Становништво
Према резултатима пописа становништва 2011. у општини је живело 5.690 становника.
| 1931. | 1936. | 1951. | 1961. | 1971. | 1981. | 1991. | 2001. | 2011. |
| ----- | ----- | ----- | ----- | ----- | ----- | ----- | ----- | ----- |
| 2.721 | 2.752 | 2.686 | 2.651 | 2.722 | 3.405 | 4.016 | 4.711 | 5.690 |